# Aravaca
 (mai 2024).
Si vous disposez d'ouvrages ou d'articles de référence ou si vous connaissez des sites web de qualité traitant du thème abordé ici, merci de compléter l'article en donnant les références utiles à sa vérifiabilité et en les liant à la section « Notes et références ».
Aravaca est un quartier de la ville de Madrid, dans le district de Moncloa-Aravaca. 
Il est situé de l'autre côté du parc du Casa de Campo.
La population du quartier est de 29 547 habitants en 2007, répartie en trois zones : Aravaca (23 145), Valdemarín (4 000) et El Plantío (2 469).

## Histoire
Pendant la guerre d'Espagne, le quartier d'Aravaca est en première ligne pendant trois ans lors du siège de Madrid (1936-39). Dans les parcs et les bois se retrouvent aujourd'hui encore des bunkers militaires utilisés par les troupes d'attaque de Franco. Le quartier ancien est complètement dévasté à cette époque et est reconstruit dans les années 1940 sous la dictature de Franco.
Depuis 1990, grâce aux nouveaux plans d'urbanisme, la population d'Aravaca a doublé et les rues sont désormais reliées à la ville voisine de Pozuelo de Alarcón. La population actuelle est d'environ 30 000 personnes.

## Personnalités liées au quartier
- Vicenta Fernández-Montesinos (1930-2023), écrivaine espagnole, exilée aux États-Unis sous l'Espagne franquiste, connue sous le nom de plume de Tica Fernández-Montesinos[3].